# Regan Charles-Cook
Regan Evans Charles-Cook (Lewisham, 14 febbraio 1997) è un calciatore grenadino con cittadinanza britannica, attaccante svincolato della nazionale grenadina.

## Biografia
I suoi fratelli maggiori Regan e Roman sono a loro volta dei calciatori.

## Carriera

### Club
Ha giocato nella prima divisione scozzese con il Ross County e tra la seconda e la quinta divisione inglese con varie squadre.

### Nazionale
Ha partecipato alla CONCACAF Gold Cup 2021.

## Statistiche

### Cronologia presenze e reti in nazionale
| Cronologia completa delle presenze e delle reti in nazionale ― Grenada | Cronologia completa delle presenze e delle reti in nazionale ― Grenada | Cronologia completa delle presenze e delle reti in nazionale ― Grenada | Cronologia completa delle presenze e delle reti in nazionale ― Grenada | Cronologia completa delle presenze e delle reti in nazionale ― Grenada | Cronologia completa delle presenze e delle reti in nazionale ― Grenada | Cronologia completa delle presenze e delle reti in nazionale ― Grenada | Cronologia completa delle presenze e delle reti in nazionale ― Grenada |
| Data                                                                   | Città                                                                  | In casa                                                                | Risultato                                                              | Ospiti                                                                 | Competizione                                                           | Reti                                                                   | Note                                                                   |
| ---------------------------------------------------------------------- | ---------------------------------------------------------------------- | ---------------------------------------------------------------------- | ---------------------------------------------------------------------- | ---------------------------------------------------------------------- | ---------------------------------------------------------------------- | ---------------------------------------------------------------------- | ---------------------------------------------------------------------- |
| 13-7-2021                                                              | Houston                                                                | Honduras                                                               | 4 – 0                                                                  | Grenada                                                                | Gold Cup 2021 - 1º turno                                               | -                                                                      | 72’                                                                    |
| 17-7-2021                                                              | Houston                                                                | Grenada                                                                | 0 – 4                                                                  | Qatar                                                                  | Gold Cup 2021 - 1º turno                                               | -                                                                      | 75’                                                                    |
| 21-7-2021                                                              | Orlando                                                                | Panama                                                                 | 3 – 1                                                                  | Grenada                                                                | Gold Cup 2021 - 1º turno                                               | -                                                                      | 57’                                                                    |
| 23-3-2022                                                              | Gibilterra                                                             | Gibilterra                                                             | 0 – 0                                                                  | Grenada                                                                | Amichevole                                                             | -                                                                      |                                                                        |
| 25-3-2023                                                              | Saint George's                                                         | Grenada                                                                | 1 – 7                                                                  | Stati Uniti                                                            | CONCACAF Nations League 2022-2023 - 1º Turno                           | -                                                                      | 86’                                                                    |
| 18-6-2023                                                              | Fort Lauderdale                                                        | Guyana                                                                 | 1 – 1 (6 - 4 dtr)                                                      | Grenada                                                                | Qual. Gold Cup 2023                                                    | -                                                                      |                                                                        |
| 12-10-2023                                                             | Saint George's                                                         | Grenada                                                                | 1 – 4                                                                  | Giamaica                                                               | CONCACAF Nations League 2023-2024 - 1º turno                           | -                                                                      | 28’                                                                    |
| 5-6-2025                                                               | Saint George's                                                         | Grenada                                                                | 6 – 0                                                                  | Bahamas                                                                | Qual. Mondiali 2026                                                    | -                                                                      | 68’                                                                    |
| Totale                                                                 |                                                                        | Presenze                                                               | 8                                                                      |                                                                        | Reti                                                                   | 0                                                                      |                                                                        |

## Palmarès

### Individuale
- Capocannoniere del campionato scozzese: 1

2021-2022 (13 gol, a pari merito con Giōrgos Giakoumakīs)